# Дорога на Мандалай
«Дорога на Мандалай» (англ. The Road to Mandalay) — американська драма режисера Тода Броунінга 1926 року.

## У ролях
- Лон Чейні — Сінгапур Джо
- Луїс Моран — дочка Джо
- Оуен Мур — адмірал
- Генрі Волтголл — отець Джеймс
- Седзін Каміяма — Чарлі Вінг
- Роуз Ленгдон — Пенсі
- Джон Джордж — служник
- Сем Бейкер
- Ленор Бушмен
- Вірджинія Бушмен
- Ерік Мейн